# Phillipsburg (Geórgia)
Phillipsburg é uma Região censo-designada localizada no estado americano de Geórgia, no Condado de Tift.

## Demografia
Segundo o censo americano de 2000, a sua população era de 887 habitantes.

## Geografia
De acordo com o United States Census Bureau tem uma área de 0,8 km², dos quais 0,8 km² cobertos por terra e 0,0 km² cobertos por água.

## Localidades na vizinhança
O diagrama seguinte representa as localidades num raio de 20 km ao redor de Phillipsburg.